# Campeonato Mundial de Patinação Artística no Gelo de 1903
O Campeonato Mundial de Patinação Artística no Gelo de 1903 foi a oitava edição do Campeonato Mundial de Patinação Artística no Gelo, um evento anual de patinação artística no gelo organizado pela União Internacional de Patinação (em inglês:  International Skating Union) onde os patinadores artísticos competem pelo título de campeão mundial. A competição foi disputada entre os dias 20 de fevereiro e 21 de fevereiro na cidade de São Petersburgo, Rússia.

## Eventos
- Individual masculino

## Medalhistas
| Evento                        | Ouro                    | Prata                  | Bronze                 |
| Individual masculino detalhes | Ulrich Salchow · Suécia | Nikolai Panin · Rússia | Max Bohatsch · Áustria |

## Resultados

### Individual masculino
| Pos.              | Nome           | Nacionalidade | Pontos |
| ----------------- | -------------- | ------------- | ------ |
| Medalha de ouro   | Ulrich Salchow | Suécia        | 6      |
| Medalha de prata  | Nikolai Panin  | Rússia        | 12     |
| Medalha de bronze | Max Bohatsch   | Áustria       | 12     |
| 4                 | Ernst Lassahn  | Alemanha      | 20     |
| WD                | Gilbert Fuchs  | Alemanha      | —      |

## Quadro de medalhas
| Ordem | País    | Medalha de ouro | Medalha de prata | Medalha de bronze |   | Ordem por total |
| ----- | ------- | --------------- | ---------------- | ----------------- | - | --------------- |
| 1     | Suécia  | 1               |                  |                   | 1 | 1               |
| 2     | Rússia  |                 | 1                |                   | 1 | 1               |
| 3     | Áustria |                 |                  | 1                 | 1 | 1               |
| TOTAL | TOTAL   | 1               | 1                | 1                 | 3 | —               |